# Curwen’s Bay Barb
Curwen's Bay Barb (circa 1690 - circa 1728) ist einer der Gründungsväter des Englischen Vollbluts. Der braune Hengst mit einer weißen Blesse wurde 1698 von Henry Curwen aus Frankreich importiert.

## Herkunft
Der Hengst war ursprünglich ein Geschenk des marokkanischen Königs Mulai Ismail an den französischen König Ludwig XIV. gewesen. Beide Länder hatten gelegentlich diplomatische Beziehungen zueinander: Sie einte beide die Feindschaft zu Spanien.  Mulai Ismail zielte darauf ab, Marokko zu einem politischen Schwergewicht zu entwickeln, das auf Augenhöhe mit den einflussreichen europäischen Ländern verhandeln konnte. Um die europäischen Länder an den Verhandlungstisch zu zwingen, nutzte er als Pfand europäische Gefangene, die in Marokko versklavt waren. Die meisten dieser europäischen Sklaven stammten aus Raubzügen der Barbaresken-Korsaren, die gezielt Handelsschiffe europäischer Handelsmächte angriffen und ihre Gefangenen auf nordafrikanischen Sklavenmärkten verkauften oder dem Sultan übergaben. Aus diesem Grund befanden sich immer wieder europäische Diplomaten am marokkanischen Hof ein. Mohammad Temim war 1682 marokkanischer Botschafter am französischen Hof. 1689 hielt sich für kurze Zeit der französische Botschafter François Pidou de St. Olon in Marokko auf. St. Olon hielt auch fest, mit welcher Sorgfalt die Pferde in dem Gestüt des marokkanischen Königs gepflegt wurden, das nach Aussagen einiger europäischer Besucher mindestens 1000 Pferde, nach Aussagen marokkanischer Quellen 12.000 Pferde umfasste. Um besonders geschätzte Pferde kümmerten sich jeweils zwei Sklaven.
Ähnlich wie rund 40 Jahre später der Hengst Godolphin Arabian weckte das Pferd am französischen Hof wenig Begeisterung und wurde verkauft. Er war damit einer von rund 200 Hengsten aus Nordafrika, der Levante oder der Türkei, die in den sechs Jahrzehnten nach 1650 nach England gelangten.

## Zuchthengst
Henry Curwen setzte den Hengst als Deckhengst ein. Mixbury, einer der ersten Söhne des Hengstes, war ungewöhnlich klein, war aber für seine hohe Rennleistung bekannt. Zu seinen Nachkommen zählen außerdem Tantivy, Bröckelst, Bröckelst Betty, Creeping Molly und der Hengst Hip, der ebenfalls ein einflussreicherer Deckhengst war. Die direkte Hengstlinie von Curwen's Bay Bar ist heute ausgestorben; in direkter Linie gehen heutige Hengste durch Vererber wie Eclipse, Bleeding Childers und Flying Childers auf den 1704 aus Syrien nach England importierten Araberhengst Darley Arabian zurück. Darley Arabian war auf Grund der Rennerfolge von Flying Childers 1722 Champion der Vaterpferde in England und Irland. Curwen's Bay Barb wurde niemals als Champion geführt. Bei diesem Championat der Vaterpferde wird für jeden Deckhengst die Gewinnsumme seiner Söhne und Töchter im zurückliegenden Jahr ermittelt. Es zählen Preisgelder, welche die Söhne und Töchter in Flachrennen in England und Irland gewonnen haben. Noch deutlicher wird der Unterschied zwischen Curwen's Bay Barb und Darley Arabian, wenn betrachtet wird, wie viel der Champions auf einem bestimmten Hengst zurückgehen. Bis 2016 führten 87 Hengste aus der Hengstlinie von Darley Arabian insgesamt 187 mal die Hengstliste von England und Irland an. Bei Curwen's Bay Barb sind es dagegen nur zwei Hengste, dabei letztmals der Hengst Crab im Jahre 1750.
Curwen's Bay Barb hat jedoch trotzdem insgesamt einem kaum geringeren Einfluss auf die Rasse des Englischen Vollbluts als Darley Arabian. Bei modernen Englischen Vollblütern haben in mütterlicher und väterlicher Linie die folgenden Hengste ein Gewicht: Godolphin Arabian (13,8 %), Darley Arabian (6,5 %), Curwen's Bay Bar (4,2 %) und schließlich der dritte der drei sogenannten Gründungsväter des Englischen Vollbluts Byerley Turk (3,3 %).

## Einzelbelege
1. ↑   Breeders of the modern thoroughbred horse In: Telegraph, 14. September 2017 (englisch).
2. ↑  Milton: White Gold: The Extraordinary Story of Thomas Pellow and North Africa's One Million European Slaves. S. 37.
3. ↑  Milton: White Gold: The Extraordinary Story of Thomas Pellow and North Africa's One Million European Slaves. S. 132.
4. ↑   McGrath: Mr. Darley's Arabian. Kapitel The cross strains now in being are without end, E-Book Position 583.
5. ↑   Archivlink (Memento vom 11. März 2007 im Internet Archive). Abgerufen am 30. März 2024.
6. ↑   95% of thoroughbreds linked to one superstud In: New Scientist, 6. September 2005 (englisch).
7. 1 2  Champion Sires in Great Britain and Ireland. In: www.highflyer.supanet.com. Archiviert vom Original am 6. März 2016; abgerufen am 15. März 2024 (englisch).
8. ↑  Imre Bodó, Lawrence Alderson, Bertrand Langlois: Conservation Genetics of Endangered Horse Breeds. Wageningen Academic Pub, 2005 (englisch).